# Louis de Broglie
Louis-Victor Pierre Raymond de Broglie [də bʁœj] eller oftare bara Louis de Broglie, född den 15 augusti 1892 i Dieppe, död den 19 mars 1987, var en fransk fysiker och sjunde hertigen de Broglie. Han var bror till fysikern Maurice de Broglie.
de Broglie blev 1928 professor vid Sorbonne. I sin doktorsavhandling 1924 ställde han upp en hypotes som innebar att partiklar, till exempel elektroner, kan uppföra sig som vågor, i analogi med att ljusvågor kan uppföra sig som partiklar (fotoner). Partiklarna skulle då ha en våglängd, som kom att kallas de Broglie-våglängd. För denna förening av tidigare åtskilda vetenskapsfält erhöll han 1929 Nobelpriset i fysik. Hans teorier kom senare att vidareutvecklas av Erwin Schrödinger. Tillsammans med brodern Maurice de Broglie utförde han även studier över röntgenspektras systematik och elektrospektra.
de Broglie valdes in som ledamot av Kungliga Vetenskapsakademien 1938.